# Lino Binel
Lino Binel (Champdepraz, 1904 - Aosta 1981) fou un polític valldostà. Estudià al Liceu d'Aosta, on conegué la poetessa arpitana Eugénie Martinet, i continuà els seus estudis als Politècnics de Torí i Milà, on el 1933 es graduà en enginyeria. Allí contactà amb els nuclis antifeixistes i formarà part d'una cèl·lula comunista. El 1927 ingressà a la Jeune Vallée d'Aoste i participà en les tasques de la Resistència italiana. Fou membre del Comitè d'Alliberament Nacional, i quan anava a participar en la reunió amb Émile Chanoux a Chivasso de 1943 (en la que es va signar la Declaració de Chivasso) fou arrestat pels alemanys. Alliberat al cap d'un mes, fou arrestat juntament amb Chanoux el 18 de maig de 1944 i deportat cap a Alemanya, on hi va romandre fins al final de la guerra. Fou un dels fundadors d'Unió Valldostana i membre del Consell de la Vall sota la presidència de Federico Chabod, però després de les eleccions regionals de la Vall d'Aosta de 1949 es va retirar de la política. Intentà presentar-se com a candidat independent amb suport de l'esquerra a les eleccions legislatives italianes de 1953, però no fou escollit.